# 梅之辻停留場
梅之辻停留場（日语：／ Umenotsuji teiryūjō */?），是位於高知縣高知市梅之辻，土佐電交通棧橋線的電車站。在電車站上的日文名稱會以標示。

## 歷史
梅之辻停留場在1904年（明治37年）啟用。當時是土佐電交通的前身，土佐電氣鐵道的電車站。當時開通的路線包括了本町線（堀詰至乘出之間，後來為伊野線）和潮江線（梅之辻至棧橋之間），此電車站為潮江線的起點站。在1906年（明治39年），此電車站至堀詰停留場之間開通，同時潮江線改名為棧橋線。
此電車站至堀詰之間的區間中，當初是在梅之辻北上途經潮江橋越過鏡川後，於橋的北詰轉向向西邊，沿鏡川的河邊前進，隨後再轉向北邊前往堀詰。這路線後來在1928年（昭和3年），播磨屋橋南下至梅之辻的新線開通後便廢止。
- 1904年（明治37年）5月2日 - 土佐電氣鐵道潮江線 梅之辻至棧橋之間開通，此電車站啟用[4]。
- 1906年（明治39年）4月6日 - 此電車站至堀詰停留場之間開通，成為中途電車站[4]。潮江線改名為棧橋線[4]。
- 1928年（昭和3年）8月10日 - 棧橋線 播磨屋橋至潮江橋北詰之間開通，連接堀詰的舊線廢止[4]。
- 1943年（昭和18年）1月16日 - 電車站遷移[4]。
- 2014年（平成26年）10月1日 - 土佐電氣鐵道、高知縣交通（日语：高知県交通）和土佐電Dream Service（日语：土佐電ドリームサービス）合併，土佐電交通成立[5]。成為土佐電交通的電車站。

## 電車站構造
電車站是建造在共用道路上，設有2面2線的相對式乘車處（千鳥式）。北邊為高知站前方向月台，南邊為棧橋方向月台。

## 電車站周邊
此電車站與鄰站播磨屋橋停留場之間設有鏡川，棧橋線會駛經潮江橋越過該河川。在1906年，該處建設了路軌專用橋，在1927年（昭和2年）5月重建成為道路與路軌共用橋。現時的橋是在1980年（昭和55年）11月落成，為第二代的共用橋。
- 土佐中學·高等学校（日语：土佐中学校・高等学校）
- 高知市立潮江中學
- 高知市中央消防署
- 高知潮江郵局
- 高知南警署（日语：高知南警察署）梅之辻派出所
- 高知信用金庫（日语：高知信用金庫）潮江分店
- 高知市農業協同組合（JA高知市）潮江分所
- 高知縣道34号桂濱播磨屋線（日语：高知県道34号桂浜はりまや線）
- 高知縣道274號梅之辻朝倉線
- 「梅之辻」巴士站

## 相鄰電車站
土佐電交通
棧橋線
播磨屋橋－梅之辻－棧橋通一丁目
- 在1967年（昭和42年）前，此電車站至播磨屋橋停留場之間曾經設有潮江橋北詰停留場。

## 注腳
1. ↑  . 高知新聞社. 1998: 93. ISBN 4-87503-268-4 （日语）.
2. 1 2 3 4 5 6  《土佐電鉄が走る街 今昔》54-55頁
3. 1 2 3  《土佐電鉄が走る街 今昔》28-29頁
4. 1 2 3 4 5  《土佐電鉄が走る街 今昔》101・156-158頁
5. ↑  上野宏人. . 毎日新聞 (毎日新聞社). 2014-10-02 （日语）.
6. ↑  川島令三. . 【図説】 日本の鉄道. 第2巻 四国西部エリア. 講談社. 2013: 38・95頁. ISBN 978-4-06-295161-6 （日语）.
7. ↑  川島令三.  四国篇. 草思社. 2007: 287. ISBN 978-4-7942-1615-1 （日语）.
8. ↑  今尾惠介（監修）. . 11 中国四国. 新潮社. 2009: 61. ISBN 978-4-10-790029-6 （日语）.